# Diócesis de Trujillo
La diócesis de Trujillo (en latín: Dioecesis Truxillensis in Venetiola) es una circunscripción eclesiástica de la Iglesia católica en Venezuela. Se trata de una diócesis latina, sufragánea de la arquidiócesis de Mérida. Desde el 15 de julio de 2021 su obispo es José Trinidad Fernández Angulo.

## Territorio y organización

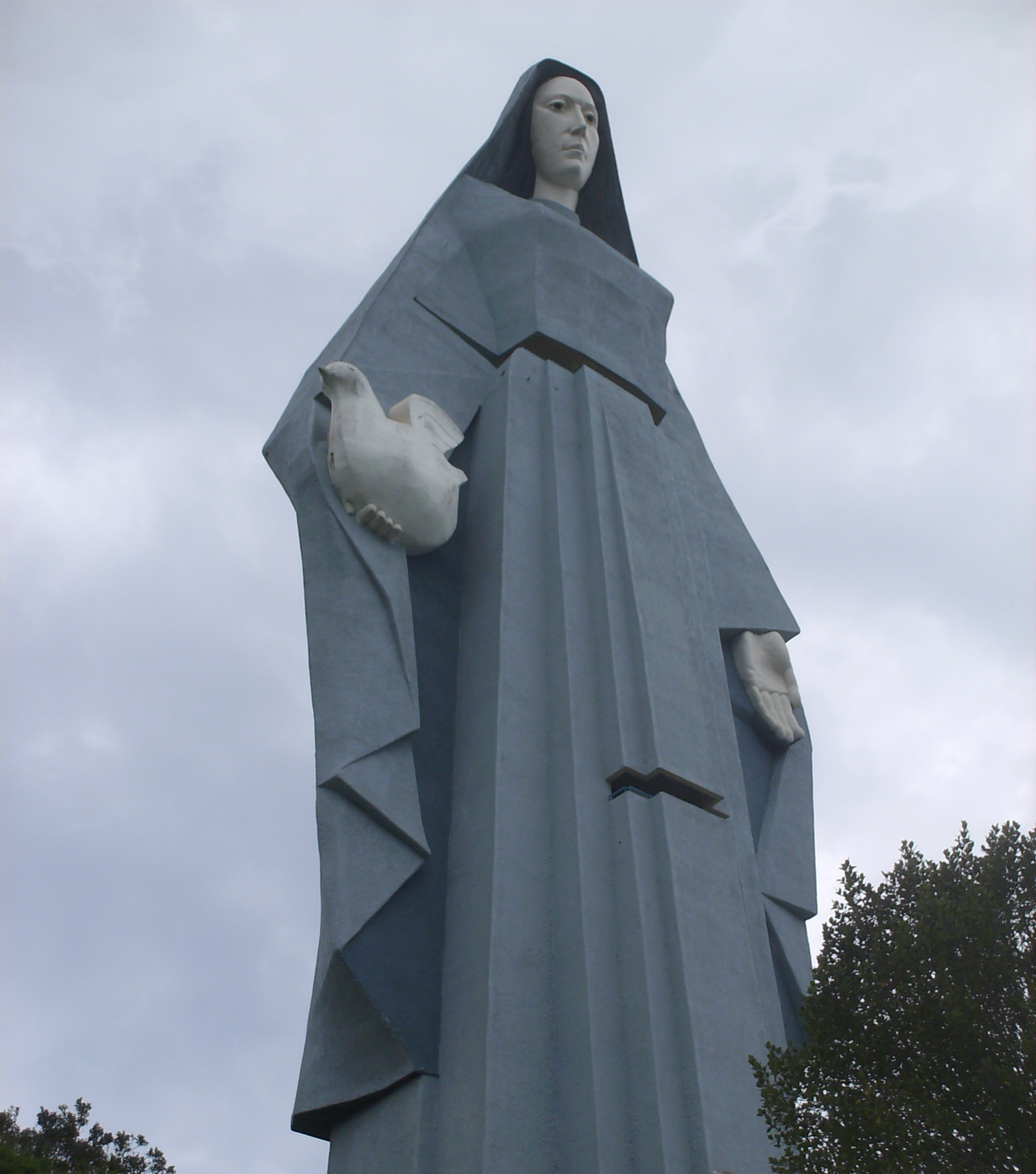
Monumento a la Virgen de la Paz patrona de la diócesis de Trujillo

La diócesis tiene 7400 km² y extiende su jurisdicción sobre los fieles católicos de rito latino residentes en el estado Trujillo (conformado por 20 municipios).
La sede de la diócesis se encuentra en la ciudad de Trujillo, en donde se halla la Catedral de Nuestra Señora de la Paz.
En 2022 en la diócesis existían 79 parroquias, una rectoría y una vicaría.

## Historia
La diócesis fue erigida el 4 de junio de 1957 mediante la bula In maximis officii del papa Pío XII, obteniendo el territorio de la arquidiócesis de Mérida.
El 18 de mayo de 1960, con la carta apostólica Tot inter angustias, el papa Juan XXIII proclamó a la Bienaventurada Virgen María, Nuestra Señora de la Paz, patrona principal de la diócesis.

## Estadísticas
Según el Anuario Pontificio 2023 la diócesis tenía a fines de 2022 un total de 868 480 fieles bautizados.
| Año                                                                             | Población            | Población | Población      | Sacerdotes | Sacerdotes    | Sacerdotes    | Bautizados por sacerdote | Diáconos permanentes | Religiosos | Religiosos | Parroquias |
| Año                                                                             | Bautizados católicos | Total     | % de católicos | Total      | Clero secular | Clero regular | Bautizados por sacerdote | Diáconos permanentes | Varones    | Mujeres    | Parroquias |
| ------------------------------------------------------------------------------- | -------------------- | --------- | -------------- | ---------- | ------------- | ------------- | ------------------------ | -------------------- | ---------- | ---------- | ---------- |
| 1965                                                                            | ?                    | ?         | ?              | 53         | 48            | 5             | ?                        |                      |            | 5          | 46         |
| 1970                                                                            | ?                    | 369 448   | ?              | 48         | 48            |               | ?                        |                      | 24         | 94         | 54         |
| 1976                                                                            | 390 000              | 415 000   | 94.0           | 81         | 54            | 27            | 4814                     |                      | 27         | 79         | 54         |
| 1980                                                                            | 422 000              | 448 000   | 94.2           | 65         | 35            | 30            | 6492                     |                      | 30         | 82         | 56         |
| 1990                                                                            | 440 450              | 453 030   | 97.2           | 64         | 48            | 16            | 6882                     | 1                    | 19         | 91         | 57         |
| 1999                                                                            | 641 250              | 675 000   | 95.0           | 64         | 52            | 12            | 10 019                   | 2                    | 14         | 78         | 60         |
| 2000                                                                            | 670 000              | 705 230   | 95.0           | 79         | 67            | 12            | 8481                     | 8                    | 14         | 71         | 61         |
| 2001                                                                            | 717 469              | 755 230   | 95.0           | 82         | 67            | 15            | 8749                     | 10                   | 16         | 79         | 62         |
| 2002                                                                            | 582 062              | 612 697   | 95.0           | 75         | 64            | 11            | 7760                     | 10                   | 12         | 83         | 62         |
| 2003                                                                            | 630 158              | 662 697   | 95.1           | 89         | 80            | 9             | 7080                     | 12                   | 21         | 83         | 63         |
| 2004                                                                            | 677 062              | 712 697   | 95.0           | 84         | 73            | 11            | 8060                     | 22                   | 11         | 72         | 63         |
| 2010                                                                            | 746 000              | 788 000   | 94.7           | 117        | 107           | 10            | 6376                     | 23                   | 18         | 75         | 68         |
| 2014                                                                            | 784 000              | 837 000   | 93.7           | 122        | 107           | 15            | 6426                     | 23                   | 20         | 66         | 76         |
| 2017                                                                            | 816 660              | 871 100   | 93.8           | 122        | 107           | 15            | 6693                     | 30                   | 15         | 54         | 77         |
| 2020                                                                            | 848 000              | 904 615   | 93.7           | 131        | 116           | 15            | 6473                     | 48                   | 15         | 50         | 80         |
| 2022                                                                            | 868 480              | 926 860   | 93.7           | 133        | 118           | 15            | 6529                     | 62                   | 15         | 38         | 79         |
| Fuente: Catholic-Hierarchy, que a su vez toma los datos del Anuario Pontificio. |                      |           |                |            |               |               |                          |                      |            |            |            |

## Episcopologio
- Antonio Ignacio Camargo † (2 de septiembre de 1957-13 de diciembre de 1961 falleció)
- José León Rojas Chaparro † (13 de diciembre de 1961-11 de junio de 1982 falleció)
- Vicente Ramón Hernández Peña † (11 de junio de 1982-3 de abril de 2012 retirado)
- Cástor Oswaldo Azuaje Pérez, O.C.D., †  (3 de abril de 2012-8 de enero de 2021 falleció)
- José Trinidad Fernández Angulo, desde el 15 de julio de 2021[7]